# Koncert (1954.)
Koncert je film Branka Belana iz 1954. godine, snimljen u produkciji Jadran filma iz Zagreba. Scenarij za film je prema Belanovom sinopsisu napisao književnik Vladan Desnica, ali se Belanova završna verzija filma u velikoj mjeri razlikuje od Desničina scenarija. Direktor fotografije bio je Oktavijan Miletić.

## Vanjske poveznice
- Koncert u internetskoj bazi filmova IMDb-a
- Koncert u Bazi hrvatskog filma  Arhivirana inačica izvorne stranice od 4. srpnja 2007. (Wayback Machine)
- "Gromoglasni šapat", esej o Belanu u Vijencu  Arhivirana inačica izvorne stranice od 27. rujna 2007. (Wayback Machine)
- Koncert na stranicama Filmskih programa